# Тимочане

Сербские протогосударственные образования в IX веке и западная граница Первого Болгарского царства в кон. X века

Тимоча́не — средневековое славянское племя, жившее на территории современной восточной Сербии, к западу от реки Тимок, а также в регионах Банат и Срем.
Тимочане присоединились к первому болгарскому царству, после того как болгарский хан Крум отвоевал их земли у Аварского каганата в 805.
В 818 в эпоху правления Омуртага (814—836) они восстали вместе с другими приграничными племенами, так как отказывались принять реформу, ограничивавшую их местное самоуправление. В поисках союзника они обратились к императору Священной Римской империи Людовику I Благочестивому.
В 824—826 Омуртаг пытался урегулировать конфликт дипломатическим путём, но его письма Людовику оставались без ответа. После этого он решил подавить восстание силой и отправил воинов по реке Драве в земли тимочан, которые вновь вернули их под власть Болгарии.
Тимочане растворились в сербском и болгарском народах в позднем средневековье.